# Cuauhtémoc (Demarcación territorial)
Koordinaten: 19° 26′ 8″ N, 99° 8′ 58″ W
Die Demarcación territorial Cuauhtémoc, benannt nach dem früheren Aztekenherrscher, ist einer von 16 Bezirken (demarcaciones territoriales) der mexikanischen Hauptstadt Mexiko-Stadt.
Cuauhtémoc ist der Bezirk, in dem sich die Altstadt mit dem zócalo, dem Präsidentenpalast und der Kathedrale ebenso befindet wie die Zona Rosa und die archäologischen Zonen des Templo Mayor und von Tlatelolco. Aufgrund der Fülle seiner historisch bedeutsamen Sehenswürdigkeiten ist Cuauhtémoc der von ausländischen Touristen meistbesuchte Bezirk von Mexiko-Stadt.
Ferner ist der Bezirk auch in ökonomischer Hinsicht von Bedeutung; denn im nordöstlichen Abschnitt des Paseo de la Reforma, der ebenfalls zu Cuauhtémoc gehört, haben eine Reihe von Banken und Unternehmen ebenso ihren Sitz wie die einzige Wertpapierbörse des Landes. Auch die Torre Mayor, eines der höchsten Gebäude Mexikos, befindet sich in diesem Abschnitt. 2006 wurde die Biblioteca Vasconcelos eröffnet.
Das wegen seiner hohen Kriminalitätsrate bekannte Viertel Tepito nördlich des historischen Zentrums befindet sich ebenfalls in der Demarcación territorial Cuauhtémoc.